# Wina nowozelandzkie

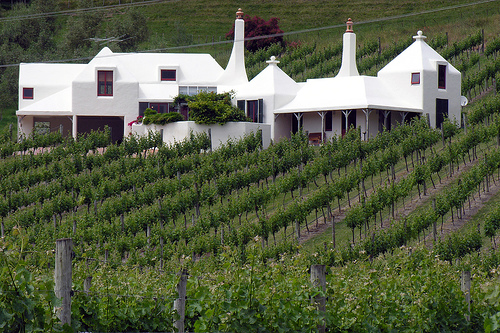
Winnica Te Mata w regionie Hawke’s Bay

Wina nowozelandzkie zyskały światowy rozgłos pod koniec XX wieku za sprawą win z odmiany sauvignon blanc. Wzrost popularności pociągnął za sobą znaczne zwiększenie powierzchni winnic i odkrycie nowych regionów nadających się pod uprawę winorośli. Nowa Zelandia jest najbardziej na południe wysuniętym krajem winiarskim świata, ze znaczącym wpływem prądów antarktycznych na klimat. W 2012 winnice obejmowały 33 400 ha powierzchni Nowej Zelandii, a z owoców wyprodukowano 194 mln l wina, w większości przeznaczonego na eksport. Wino zajmuje (2013) ósmą lokatę pośród produktów eksportowych kraju.

## Historia
Sadzonki winorośli trafiły do najbardziej wysuniętego na południe kraju winiarskiego świata na początku XIX wieku. Tradycyjnie uważa się, że pierwsze krzewy zasadził w Nowej Zelandii w 1819 wieku Samuel Marsden, anglikański misjonarz, a winnica miała charakter eksperymentalny. Frank Thorpy, autor Wine in New Zealand przypuszcza jednak, że nasadzenia winorośli mogły mieć miejsce do dwóch lat wcześniej. Pierwszą komercyjną winnicę założył pochodzący ze Szkocji James Busby, który wiedzę zdobył w regionie Bordeaux, a odbiorcą wina był pobliski garnizon. Mimo pomyślnych rezultatów produkcja winiarska nie rozwinęła się na większą skalę. Po klęsce filoksery sadzono szczepy o dość neutralnym charakterze (müller thurgau oraz odmiany hybrydowe, przede wszystkim amerykańskie, np. isabella). Isabella była najbardziej rozpowszechnionym szczepem aż do roku 1960.

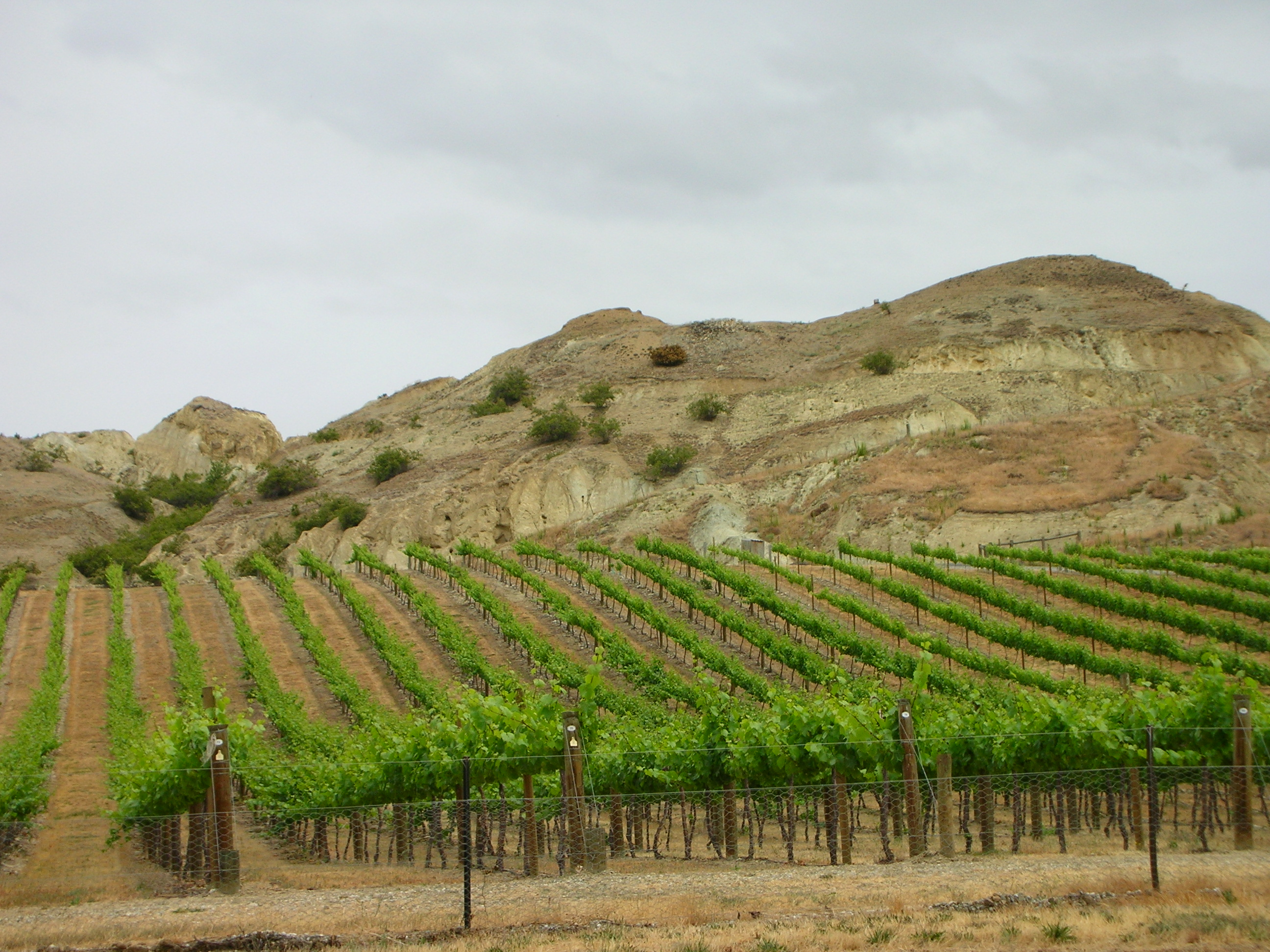
Winnice w regionie Central Otago

W XIX wieku w Nowej Zelandii osiedlali się przedstawiciele różnych nacji, a niektórzy z nich przywieźli z sobą znajomość uprawy winorośli i produkcji wina. Wina Josepha Solera, pochodzącego z Hiszpanii zdobyły nagrody na międzynarodowych konkursach winiarskich. Od przełomu XIX i XX wieku na znaczeniu zyskali Chorwaci, odsunięci od pracy na plantacjach kauczukowych, zaś największą winiarnią aż do lat 60. XX wieku mógł poszczycić się imigrant z Libanu, późniejszy działacz organizacji winiarskich, Assid Abraham Corban.
W 1960 powierzchnia winnic wynosiła ledwie 400 ha, około 50 razy mniej niż pół wieku później. Na porządku dziennym było rozcieńczanie wina, a ówczesne przepisy nie zabraniały tego. Duży udział w produkcji miały również wina wzmacniane. Stopniowo reputacja nowozelandzkich win zaczęła ulegać poprawie. Znaczący rozwój miał miejsce od lat 70. XX wieku i był zainspirowany sukcesami winiarstwa australijskiego. Większe znaczenie zyskała produkcja win z müller thurgau, ale w bardziej owocowym stylu. Sława Nowej Zelandii jest powiązana od lat 80. XX wieku z odmianą sauvignon blanc, która tutaj zyskuje wyjątkowo silny aromat, zwłaszcza w regionie Marlborough. Na tę epokę przypadają również nasadzenia innych odmian francuskich.
Przez długi czas w Nowej Zelandii obowiązywały restrykcyjne przepisy dotyczące sprzedaży alkoholu. W XIX wieku wino można było sprzedawać tylko na przyjęcia okolicznościowe. Sklepy z winami mogły powstawać dopiero po II wojnie światowej, a nowozelandzkie wina pojawiły się w supermarketach na początku lat 90. XX wieku.

## Wina
Kraj zdobył sławę przede wszystkim za sprawą białych win o indywidualnym charakterze. Nowa Zelandia oferuje przede wszystkim wina jednoodmianowe, przeznaczone na eksport.
Najważniejszym odbiorcą win pod względem wolumenu jest Wielka Brytania, częściowo wskutek akcji promocyjnych Wine Institute of New Zealand. Pod względem wartości eksportu wyprzedza ją jednak Australia. Kolejne miejsca zajmują Stany Zjednoczone oraz, ze znacznie mniejszym udziałem, Kanada i Holandia.
Niekwestionowanym liderem jest szczep sauvignon blanc (68,6% w 2012). Udział czerwonego pinot noir i białego chardonnay jest zbliżony.
Z odmian pinot noir i chardonnay produkuje się poza winami stołowymi wina musujące, wytwarzane metodą szampańską. W tutejsze winiarnie zainwestowały niektóre domy szampana (m.in. Veuve Clicquot i Deutz).
Moda na nowozelandzkie wina musujące przemija.
Na produkcję win z winogron porażonych szlachetną pleśnią postawili niektórzy producenci z okolic o wysokiej wilgotności powietrza, a surowiec stanowią przede wszystkim odmiany riesling i sémillon.
Pod względem średniej ceny sprzedawanego wina Nowa Zelandia ustępuje tylko Francji. Wino stanowi ósmy pod względem przychodów produkt eksportowy kraju.

## Klimat
Wydłużony kształt wysp sprawia, że cały obszar podlega wpływom morskim. Prądy morskie od strony Antarktydy wywierają chłodzący wpływ na klimat. Temperatury są dość stabilne i nie podlegają nagłym wahaniom. Opady są stosunkowo duże, równomiernie rozłożone w ciągu roku. Deszcz sprzyja bujnemu wzrostowi i chorobom grzybowym, dlatego naukowcy pod kierunkiem dr. Richarda Smarta opracowali nowe metody cięcia i formowania, by zapewnić dobrą wentylację i dostęp do słońca. Odległość między najbardziej wysuniętymi na północ i południe regionami winiarskimi wynosi w zależności od źródła od 1200 do 1600 km.

## Regiony winiarskie

Położenie nowozelandzkich regionów winiarskich

Świadkiem początków nowozelandzkiego winiarstwa była Wyspa Północna. Pierwsze profesjonalne winnice powstały na Wyspie Południowej dopiero w 1973, w regionie Marlborough. Przedsięwzięcie okazało się niezwykle udane, a tutejsze sauvignon blanc stały się wizytówką win nowozelandzkich. Z wyjątkiem Central Otago na Wyspie Południowej wszystkie regiony winiarskie leżą nad morzem albo w jego pobliżu.
Do najważniejszych regionów uprawy zaliczają się: Marlborough na Wyspie Południowej oraz Hawke’s Bay, Auckland, Martinborough i Gisborne na Wyspie Północnej
Infrastruktura nie nadąża za rozwojem winnic. Winogrona są przewożone do przetwórni na duże odległości, także przez Cieśninę Cooka.

### Wyspa Północna
- Northland

Northland jest najcieplejszą częścią Nowej Zelandii, w której winorośl sadzili pionierzy: Samuel Marsden i James Busby. Mimo tego region nie odgrywał istotnej roli aż do końca XX wieku. Podstawą upraw są odmiany cabernet sauvignon, merlot i chardonnay. Wysokie opady i wilgotność sprzyjają chorobom grzybowym.
- Auckland

Region, częściowo ze względów historycznych jest siedzibą licznych przedsiębiorstw winiarskich.  Przed odkryciem Wyspy Południowej dla uprawy winorośli połowa nowozelandzkich winnic znajdowała się tutaj.
- Zatoka Obfitości i Waikato

Winiarnie w tych kojarzonych z hodowlą bydła mlecznego regionach są nieliczne i często korzystają z gron sprowadzanych z innych części Nowej Zelandii.
- Gisborne (Poverty Bay)

Wyjątkowo żyzne gleby nad rzeką Waipaoa sprzyjają masowej produkcji białego wina pośledniej jakości, niegdyś ze szczepu müller thurgau, później z chardonnay. Niektórzy producenci decydują się jednak na produkcję ambitniejszych win z innych odmian białych i wcześnie dojrzewających czerwonych.
- Hawke’s Bay

Region jest najsuchszym regionem winiarskim w Nowej Zelandii i charakteryzuje się zróżnicowanym podłożem, co ma odzwierciedlenie w wachlarzu oferowanych win, z chardonnay i odmianami bordoskimi na czele.
- Wairarapa

Klimat jest suchy i chłodny. Najważniejszym z podregionów Wairarapa jest szybko rozwijający się Martinborough, znany nie tylko z typowych dla Nowej Zelandii odmian, ale także m.in. wyróżniających się rieslingów.

### Wyspa Południowa
- Nelson

Nelson jest jedną z najsłoneczniejszych części Nowej Zelandii. Winnice są stosunkowo małe, część z nich została założona w miejsce sadów jabłoniowych. Wśród odmian najpopularniejsze są chardonnay i sauvignon blanc.
- Marlborough

Najsłynniejszy region winiarski Nowej Zelandii, którego 548 plantatorów i 148 winiarzy (2012) zajmuje się przede wszystkim szczepem sauvignon blanc. Do sukcesu winnic przyczynił się długi okres wegetacyjny, osłonięcie przed południowymi wiatrami łańcuchem Kaikoura, należącym do Alp Południowych, dobre nasłonecznienie i przepuszczalne gleby. Powolne dojrzewanie pozwala uzyskać wybitnie owocowy charakter win, a duże różnice temperatur między dniem i nocą zachować kwasowość.
- Canterbury i Waipara

Większość winnic regionu skupia się wokół miasta Christchurch, w nadbrzeżnym regionie Waipara i na półwyspie Banksa. Canterbury cechuje się stosunkowo niskimi opadami. W 2012 było ledwie 14 plantatorów, ale 68 winiarni, często korzystających ze sprowadzanych winogron i produkujących m.in. pinot noir i chardonnay.
- Central Otago i Otago

Pierwszą nieeksperymentalną winnicę w najbardziej na południe wysuniętym regionie winiarskim w Nowej Zelandii założono dopiero w 1976. Podejmowano próby z różnymi odmianami, najczęściej niemieckimi, lecz symbolem Otago stał się szczep pinot noir. Duże amplitudy dobowe temperatur i gleby pozwalają uzyskać grona wysokiej jakości, a umiarkowane opady i stosunkowo niska wilgotność sprzyjają zdrowotności krzewów.

## Odmiany winorośli
Sława Nowej Zelandii jest powiązana od lat 80. XX wieku z odmianą sauvignon blanc, która tutaj zyskuje wyjątkowo silny aromat, zwłaszcza w regionie Marlborough. Specyficzny charakter tutejszego sauvignon przypisuje się chłodnemu, lecz stabilnemu klimatowi Wyspy Południowej, który sprawia, że owoce dojrzewają powoli i mogą osiągnąć wysoką kwasowość i złożony aromat. Jedynie Francja może poszczycić się wyższym areałem winnic obsadzonych tą odmianą. Na tę epokę przypadają również nasadzenia innych odmian francuskich.
Bywają autorzy, którzy palmę pierwszeństwa przyznają w Nowej Zelandii odmianie chardonnay.
Próby z cabernet sauvignon nie spełniły oczekiwań; z wyjątkiem niektórych obszarów Wyspy Północnej (Hawke’s Bay, wyspa Waiheke) lepiej dostosowany do miejscowych warunków okazał się burgundzki pinot noir, mniej kapryśny niż w tradycyjnych regionach uprawy oraz merlot. Obiecująco przedstawia się uprawa odmiany syrah.
Nowa Zelandia jest liczącym się producentem win z kilku innych odmian kojarzonych z chłodniejszym klimatem (dane za 2012): zajmowała szóste miejsce na świecie pod względem powierzchni winnic obsadzonych pinot gris i siódme pod względem nasadzeń rieslinga.

## Klasyfikacja jakościowa

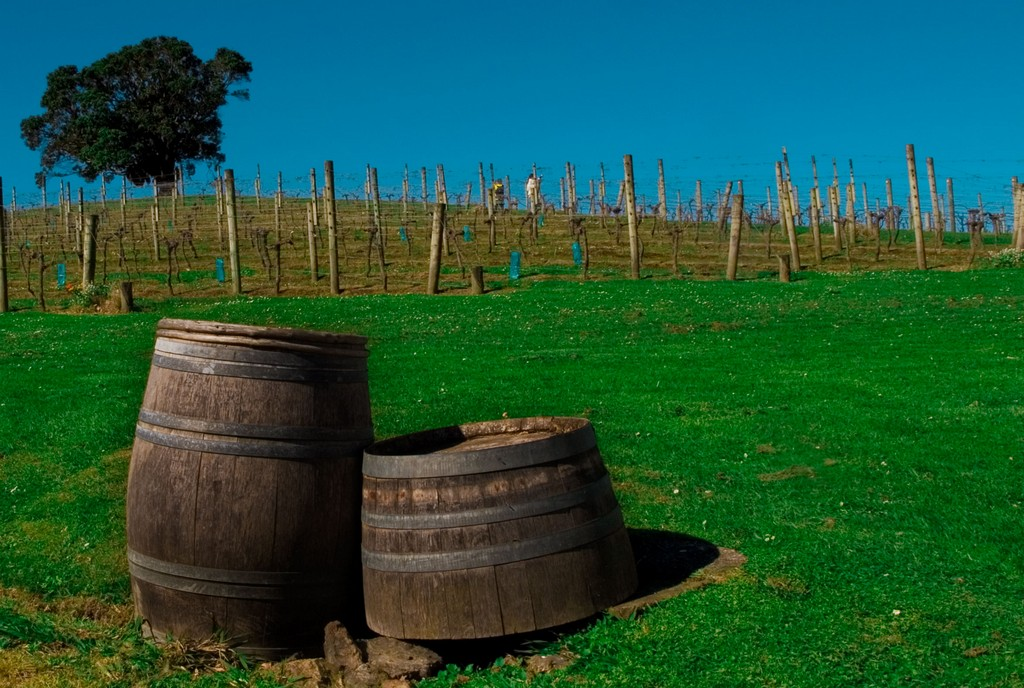
Winnica Goldwater na wyspie Waiheke

W Nowej Zelandii wprowadzono w 1996 podobne do innych krajów regulacje dotyczące oznaczonego regionu pochodzenia, Certified Origin. Oznaczenie świadczy, że przynajmniej 85% wina pochodzi z regionu, roku i szczepu podanego na etykiecie. Klasyfikacja dopuszcza oznaczenie wina jako pochodzące z Nowej Zelandii (najogólniejsza), jednej wyspy (Północna albo Południowa) lub jednego z 16 regionów winiarskich.

## Struktura produkcji
Coraz więcej właścicieli winnic decyduje się na samodzielną produkcję wina, zamiast odsprzedawać winogrona. Tylko na przestrzeni lat 1994–1998 liczba winiarzy skoczyła z 31 do 293. Poza kilkoma wyjątkami produkcja win jest rozproszona: przedsiębiorstwo Montana wytwarza około połowy nowozelandzkich win, a w 2005 przejął ją światowy koncern Pernot Ricard.
W Nowej Zelandii przeważają zbiory maszynowe.